# São Tomé és Príncipe állam- és kormányfőinek listája
São Tomé és Príncipe kicsiny szigetország Afrika nyugati partjainál, a Guineai-öbölben, amely fél évszázados portugál fennhatóság után, 1975. július 12-én nyerte el teljes függetlenségét. A szigetország államfői tisztét a köztársasági elnök, a kormányfői posztot pedig a miniszterelnök, illetve az 1990. szeptember 10-ei alkotmány értelmében a minisztertanács elnöke tölti be.

## Államfők 1975-től napjainkig
| Államfő               | Hivatali idő                              | Megjegyzés |
| --------------------- | ----------------------------------------- | --- |
| Manuel Pinto da Costa | 1975. július 12. – 1991. március 4.       | Hivatali ideje alatt az országban egypártrendszer uralkodott, s 1979 után a kormányfői posztot is megszüntették.                               |
| Leonel Mário d’Alva   | 1991. március 4. – 1991. április 3.       | Megbízott köztársasági elnök. |
| Miguel Trovoada       | 1991. április 3. – 2001. szeptember 3.    | 1995. augusztus 15–21. között a Manuel Quintas de Almeida és juntája vezette katonai puccs vette át ideiglenesen a hatalmat a szigetországban. |
| Fradique de Menezes   | 2001. szeptember 3. – 2011. szeptember 3. | 2003. július 16–23. között a Fernando Pereira és katonai juntája vezette puccs vette át ideiglenesen a hatalmat a szigetországban.             |
| Manuel Pinto da Costa | 2011. szeptember 3. – 2016. szeptember 3. | Másodszor. |
| Evaristo Carvalho     | 2016. szeptember 3. – 2021. október 2.    | Korábban kétszeres miniszterelnök (1994, 2001–2002).                                                                                           |
| Carlos Vila Nova      | 2021. október 2. –                        | |

## Kormányfők 1974-től napjainkig
| Kormányfő                    | Hivatali idő                             | Megjegyzés |
| ---------------------------- | ---------------------------------------- | --- |
| Leonel Mário d’Alva          | 1974. december 21. – 1975. július 12.    | Az autonóm São Tomé és Príncipe ügyvezető miniszterelnöke a teljes függetlenség kikiáltásáig.                                                            |
| Miguel Trovoada              | 1975. július 12. – 1979. április 9.      | |
| […]                          | 1979. április 9. – 1988. január 8.       | A kormányfői poszt megszüntetése után São Tomé és Príncipe miniszterelnök nélkül, kizárólagos elnöki rendszer Manuel Pinto da Costa államfő vezetésével. |
| Celestino Rocha da Costa     | 1988. január 8. – 1991. február 7.       | |
| Daniel Lima dos Santos Daio  | 1991. február 7. – 1992. május 16.       | |
| Norberto d’Alva Costa Alegre | 1992. május 16. – 1994. július 2.        | |
| Evaristo Carvalho            | 1994. július 7. – 1994. október 25.      | Először. |
| Carlos da Graça              | 1994. október 25. – 1995. december 31.   | 1995. augusztus 15–21. között a Manuel Quintas de Almeida és juntája vezette katonai puccs vette át ideiglenesen a hatalmat a szigetországban.           |
| Armindo Vaz d’Almeida        | 1995. december 31. – 1996. november 19.  | |
| Raul Bragança Neto           | 1996. november 19. – 1999. január 5.     | |
| Guilherme Posser da Costa    | 1999. január 5. – 2001. szeptember 18.   | |
| Evaristo Carvalho            | 2001. szeptember 26. – 2002. március 28. | Másodszor. |
| Gabriel Arcanjo da Costa     | 2002. március 28. – 2002. október 7.     | |
| Maria das Neves              | 2002. október 7. – 2004. szeptember 18.  | 2003. július 16–23. között a Fernando Pereira és katonai juntája vezette puccs vette át ideiglenesen a hatalmat a szigetországban.                       |
| Damião Vaz d’Almeida         | 2004. szeptember 18. – 2005. június 8.   | |
| Maria do Carmo Silveira      | 2005. június 8. – 2006. április 21.      | |
| Tomé Vera Cruz               | 2006. április 21. – 2008. február 14.    | |
| Patrice Trovoada             | 2008. február 14. – 2008. június 22.     | Először. |
| Joaquim Rafael Branco        | 2008. június 22. – 2010. augusztus 14.   | |
| Patrice Trovoada             | 2010. augusztus 14. – 2012. december 12. | Másodszor. |
| Gabriel Arcanjo da Costa     | 2012. december 12. – 2014. november 25.  | Másodszor. |
| Patrice Trovoada             | 2014. november 25. – 2018. december 3.   | Harmadszor. |
| Jorge Bom Jesus              | 2018. december 3. – 2022. november 11.   | |
| Patrice Trovoada             | 2022. november 11. –                     | Negyedszer. |